# أزبك (مراغة)
أزبك هي قرية في مقاطعة مراغة، إيران. عدد سكان هذه القرية هو 173 في سنة 2006.